# Brasseuse
Brasseuse ist eine französische Gemeinde mit 114 Einwohnern (Stand: 1. Januar 2022) im Département Oise in der Region Hauts-de-France (vor 2016: Picardie). Sie gehört zum Arrondissement Senlis, zum Kanton Pont-Sainte-Maxence und zum Gemeindeverband Senlis Sud Oise. 

## Geographie
Die Gemeinde Brasseuse liegt im Regionalen Naturpark Oise-Pays de France, etwa 19 Kilometer südsüdwestlich von Compiègne und etwa elf Kilometer nordöstlich von Senlis. Umgeben wird Brasseuse von den Nachbargemeinden Villeneuve-sur-Verberie im Norden, Raray im Osten und Nordosten, Rully im Osten, Barbery im Süden und Villers-Saint-Frambourg-Ognon im Westen. Im Süden reicht das Gemeindegebiet bis zum Fluss Aunette. Durch die Gemeinde führt die Autoroute A1.

## Bevölkerungsentwicklung
| Jahr                       | 1962 | 1968 | 1975 | 1982 | 1990 | 1999 | 2011 | 2021 |
| Einwohner                  | 200  | 181  | 133  | 119  | 152  | 136  | 90   | 113  |
| Quellen: Cassini und INSEE |      |      |      |      |      |      |      |      |

## Sehenswürdigkeiten
- Kirche Saint-Pierre, um 1150/1160 erbaut
- Herrenhaus La Garenne aus dem Jahre 1730

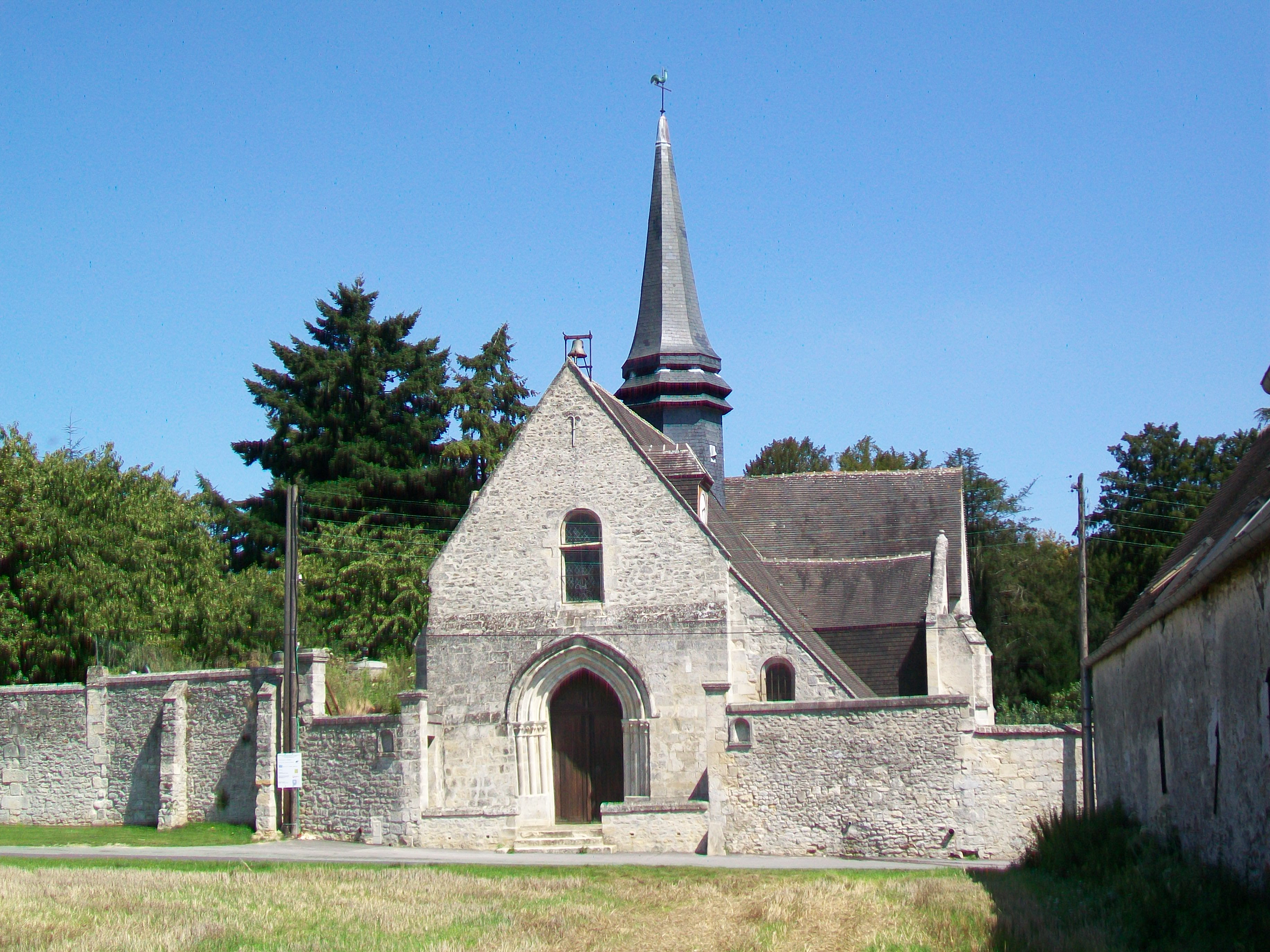
Kirche Saint-Pierre
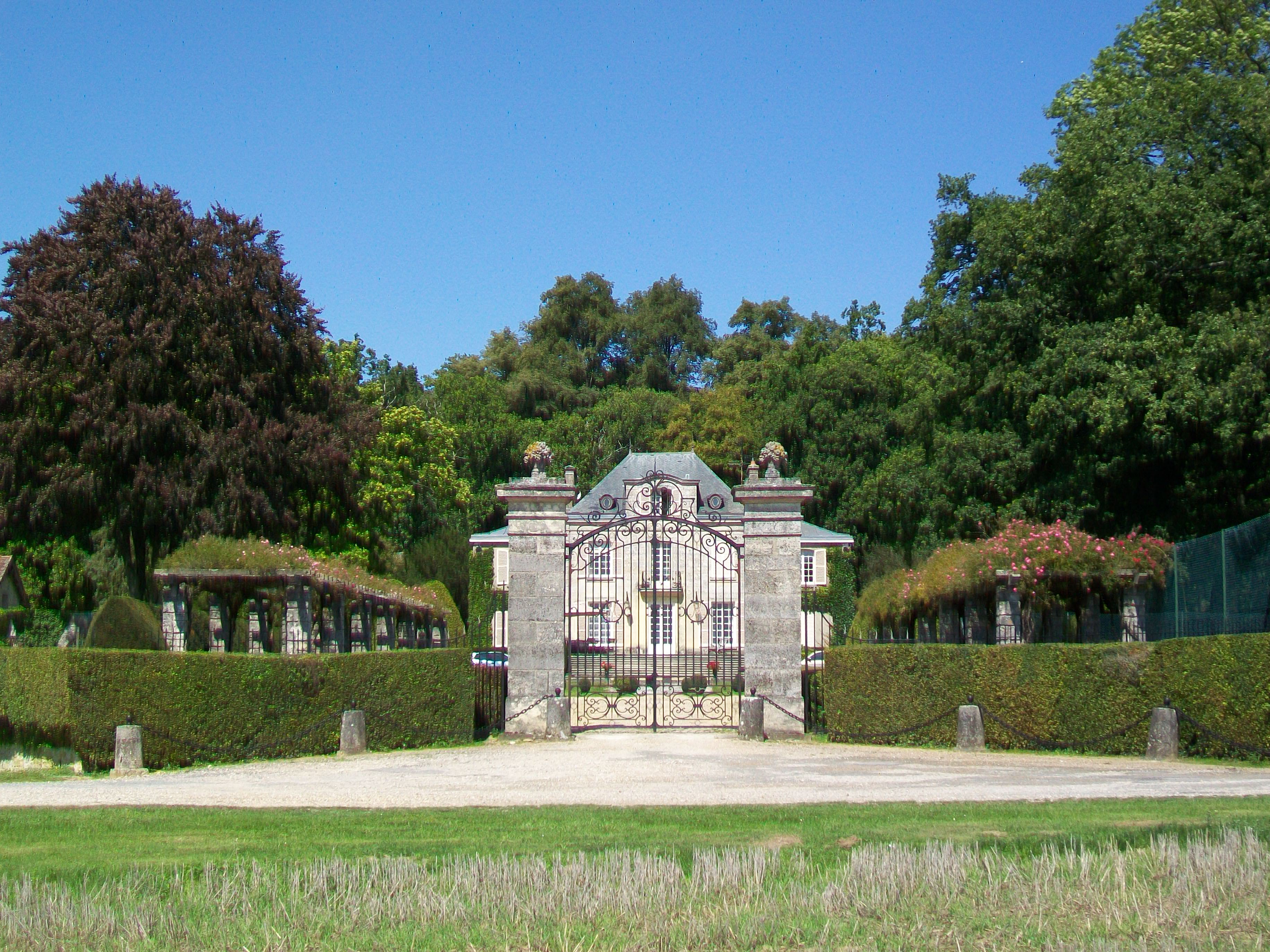
Portal zum Herrenhaus La Garenne